# Боксберг (Горња Лужица)
Боксберг или Хамор (њем. Boxberg/O.L., глсрп. Hamor) општина је у њемачкој савезној држави Саксонија. Једно је од 59 општинских средишта округа Герлиц. Посједује регионалну шифру (AGS) 14626060.

## Географски и демографски подаци
Место се налази на надморској висини од 129 метара. Површина општине износи 217,0 km². У општини живи 5.321 становника. Просјечна густина становништва износи 25 становника/km².

## Међународна сарадња
| Мјесто | Држава | Врста сарадње | Од    |
| ------ | ------ | ------------- | ----- |
|        | Пољска | партнерство   | 1996. |
| Извор  |        |               |       |